# Meșec

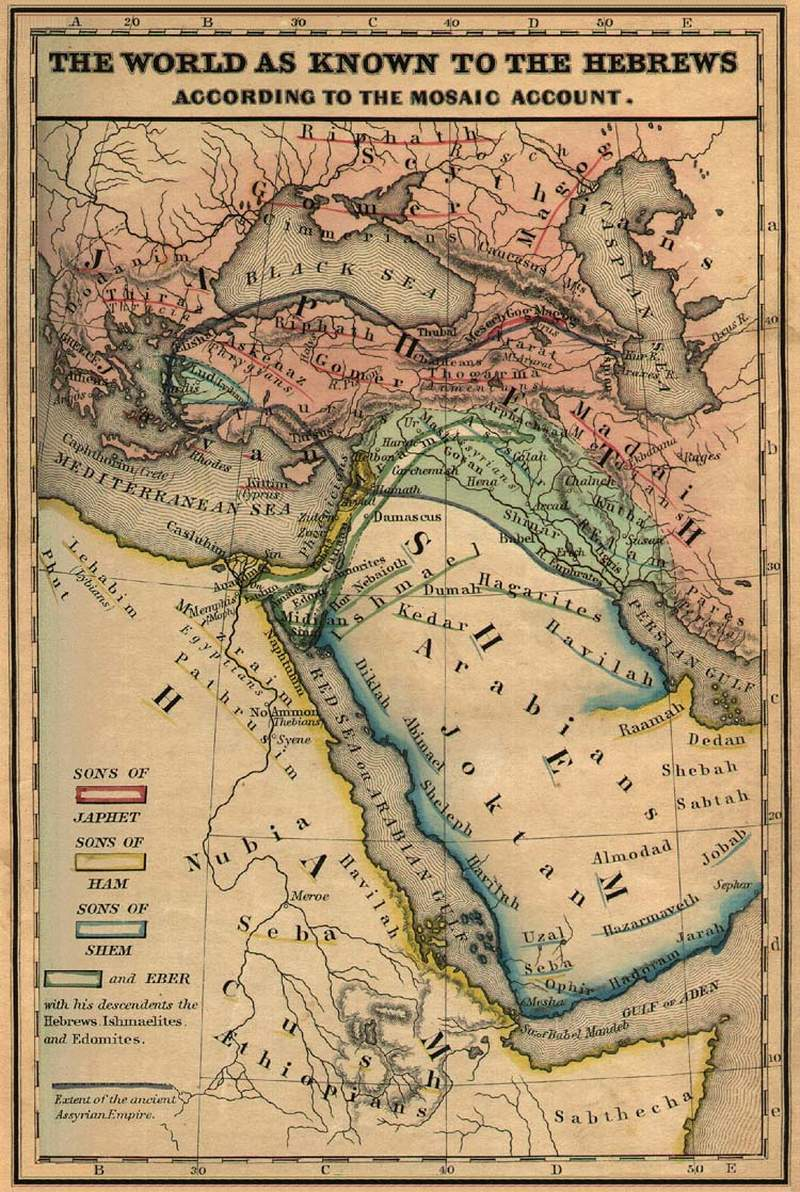
Lumea așa cum era cunoscută de către evrei. Această hartă din 1854 îi localizează pe Meșec împreună cu Gog și Magog aproximativ în sudul Caucazului

În Biblie, Meșec sau Mosoch este numele unuia dintre cei 6 fii de-ai lui Iafet în Geneza 10:2 și 1 Cronici 1:5.
Alt Meșec este numele unui fiu al lui Aram, fiul lui Sem în 1 Cronici 1:17, (corespunzând formei Mash în Geneza 10). 